# Torres, Jaén

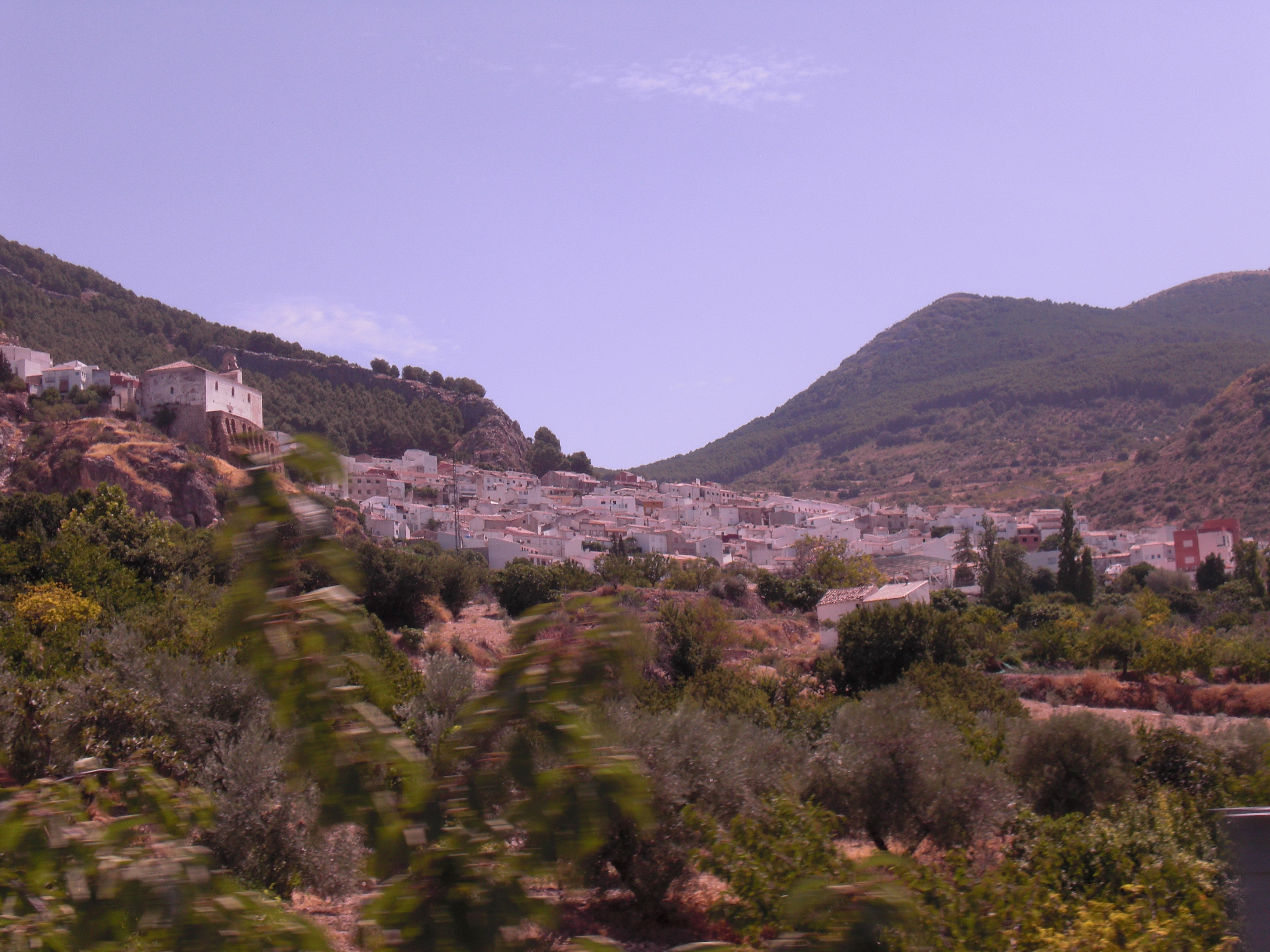
Torres

Torres, Jaén là một đô thị tại tỉnh Jaén ở phía tây của cộng đồng tự trị Andalusia, phía nam Tây Ban Nha. Đô thị này có diện tích là 80,04 ki-lô-mét vuông, dân số năm 2009 là 1663 người với mật độ 20,78 người/km². Đô thị này có cự ly 100 km so với Jaén.